# Synagoge (Stoubzy)

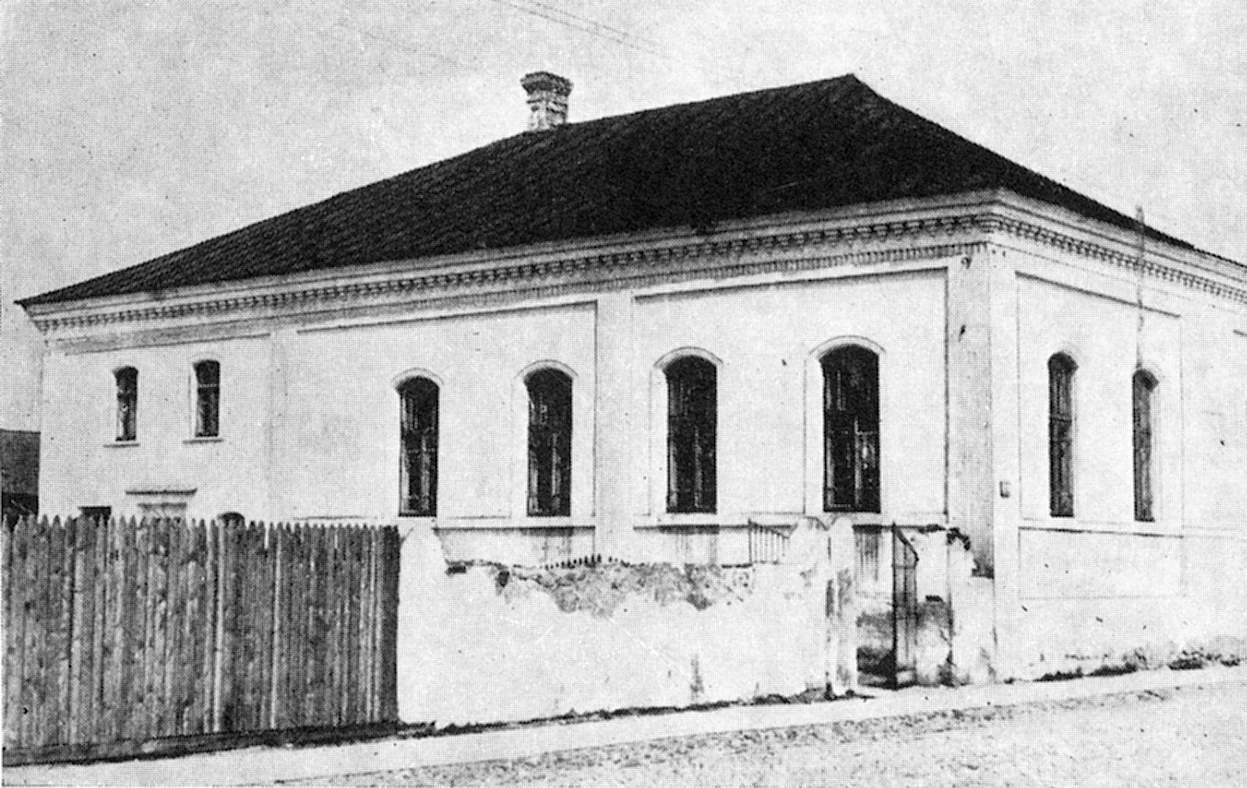
Synagoge in Stoubzy (um 1920)

Die Synagoge in Stoubzy, einer belarussischen Stadt in der Minskaja Woblasz, wurde im 19. Jahrhundert errichtet. Die Synagoge wurde nach dem Zweiten Weltkrieg zweckentfremdet.
In Stoubzy war vor 1941 der Anteil der jüdischen Bevölkerung sehr hoch. Der überwiegende Teil der jüdischen Bevölkerung wurde von den deutschen Besatzern während des Holocausts ermordet.